# Paragonitis strigocrenulata
Paragonitis strigocrenulata är en fjärilsart som beskrevs av George Thomas Bethune-Baker 1906. Paragonitis strigocrenulata ingår i släktet Paragonitis och familjen nattflyn. Inga underarter finns listade i Catalogue of Life.